# PlayStation Vita
 (транскр.  Плејстејшн вита; скраћено PS Vita или просто Vita) ручна је играчка конзола коју је развио Sony Computer Entertainment. Први пут је објављена у Јапану 17. децембра 2011, а глобално 22. фебруара 2012. године. Наследник је конзоле PlayStation Portable и део је PlayStation серије као и осме генерација играчких конзола. Главни конкурент јој је био Nintendo 3DS.
Конзола подржава Bluetooth, Wi-Fi и, по жељи, 3G мрежу. Што се тиче хардвера, Вита садржи четворојезгарни микропроцесор ARM Cortex-A9 MPCore као и четворојезгарни графички процесор SGX543MP. Серија PS Vita 2000, прерађена верзија система, објављена је у 2013. и 2014. Ова верзија има исте карактеристике као и претходна конзола, с тим што је мањих димензија, има већи век трајања батерије као и замењени OLED за LCD екран. Sony је објавио и PlayStation TV, још једну преређену верзију Вите која користи ТВ екран попут кућних конзола. Међутим, та серија је прекинута већ крајем 2015.

## Техничке карактеристике
- Централни процесор: 4-језгарни ARM Cortex-A9 (до 2 GHz, омогућено да се спусти такт ради уштеде батерије).[5]
- Графички процесор: PowerVR SGX543MP4+ с подршком за OpenGL 2.0 (200 MHz, 133 MPolygon/s, 4 GPixel/s) и 128 MB видео меморије.
- Радна меморија: 512 MB.
- Екран: 5 инча (16:9), 960 x 544, капацитативни OLED тач-скрин.
- Димензије (висина × ширина × дужина): око 85 × 183 × 15 mm.
- Унос: тастер за укључивање/искључивање, D-pad (горе, доле, десно, лево), основни тастери, бочни тастери (L, R), две аналогнe палице, тастери start и select, тастери за подешавање звука.